# Якубинский, Пётр Васильевич
Пётр Васильевич Якубинский (24 июня 1863 — не ранее 1920) — русский и советский военный деятель, генерал-лейтенант (1916), начальник (ректор) Интендантской академии (1911—1918) и Военно-Хозяйственной академии РККА (1918—20). Отец учёного-филолога и лингвиста Льва Якубинского (1892—1945). 

## Биография
Родился в 1864 году. Образование: 4-й Московский кадетский корпус, Михайловское артиллерийское училище (выпуск 1883), Михайловская артиллерийская академия (выпуск 1890; с производством в штабс-капитаны). 
В период между обучением в училище и в академии служил офицером в 33-й артиллерийской бригаде, приданной пехотной дивизии того же номера.
В 1890-е и начале 1900-х годов служил на руководящих должностях среднего звена в Киевском арсенале. 
В 1902 году произведён в полковники.
С того же 1902 года — на военно-преподавательской работе: 
- Штатный преподаватель Киевского военного училища (1902—1906)
- Инспектор классов Киевского кадетского корпуса (1906—1909). С 1908 года — генерал-майор.

В 1909 году переехал в Санкт-Петербург, где, предположительно, возглавил Военно-интендантский курс при Николаевской академии Генерального штаба.
Когда Военно-интендантский курс в 1911 году был преобразован в самостоятельное высшее военно-учебное заведение — Интендантскую  академию, Якубинский достоверно был назначен её первым начальником (ректором).
На этой должности оставался вплоть до 1920 года, на протяжении всей Первой мировой войны и даже после преобразования Интендантской академии в Военно-хозяйственную академию РККА. С 1916 года — генерал-лейтенант, в дальнейшем — военспец, «краском», в списках РККА указывался, как «генерал-лейтенант старой армии».
В 1920 году вышел в отставку с должности начальника академии.
Дальнейшая судьба неизвестна.

## Старшие награды
- Орден Святой Анны 2 степени (1905)
- Орден Святого Владимира 3 степени (1911)
- Орден Святого Станислава 1 степени (1913)
- Орден Святой Анны 1 степени (1915)
- Орден Святого Владимира 2 степени (1916)